# Entoloma pseudoturbidum
Entoloma pseudoturbidum är en svampart som tillhör divisionen basidiesvampar, och som först beskrevs av Henri Romagnesi, och fick sitt nu gällande namn av Meinhard (Michael) Moser. Entoloma pseudoturbidum ingår i släktet Entoloma, och familjen Entolomataceae. Arten är reproducerande i Sverige.